# Junichi Tazawa
Junichi Tazawa (田澤 純一, Tazawa Jun'ichi, né le 6 juin 1986 à Yokohama, Japon) est un lanceur de relève droitier de la Ligue majeure de baseball.

## Carrière
Junichi Tazawa signe le 4 décembre 2008 un contrat de 3 millions de dollars US pour 3 saisons avec les Red Sox de Boston. Il devient le 7 août 2009 le troisième joueur originaire du Japon à jouer en Ligue majeure sans avoir au préalable joué en NPB, la ligue japonaise de baseball la plus prestigieuse. Il succède ainsi à Mac Suzuki (1996) et Kazuhito Tadano (2004).
À sa première présence en MLB, le 7 août 2009 face aux Yankees de New York, Tazawa entre dans le match en 14e manche et le retire le premier frappeur qu'il affronte, son compatriote Hideki Matsui, sur une balle frappée au champ centre. Tazawa sera toutefois le lanceur perdant après avoir accordé un circuit à Alex Rodriguez en 15e manche.
Tazawa obtient son premier départ le 11 août face aux Tigers de Detroit. Il atteint d'un lancer Miguel Cabrera des Tigers dès la première manche. Le partant adverse, Rick Porcello, réplique en atteignant Kevin Youkilis d'un lancer, ce qui provoque une bagarre générale. Boston remporte le match 7-5 et Tazawa mérite sa première victoire dans les majeures.
Junichi Tazawa lance 6 parties pour les Red Sox durant la saison 2009, 4 comme partant et 2 comme releveur. Il termine l'année avec 2 victoires et 3 défaites.

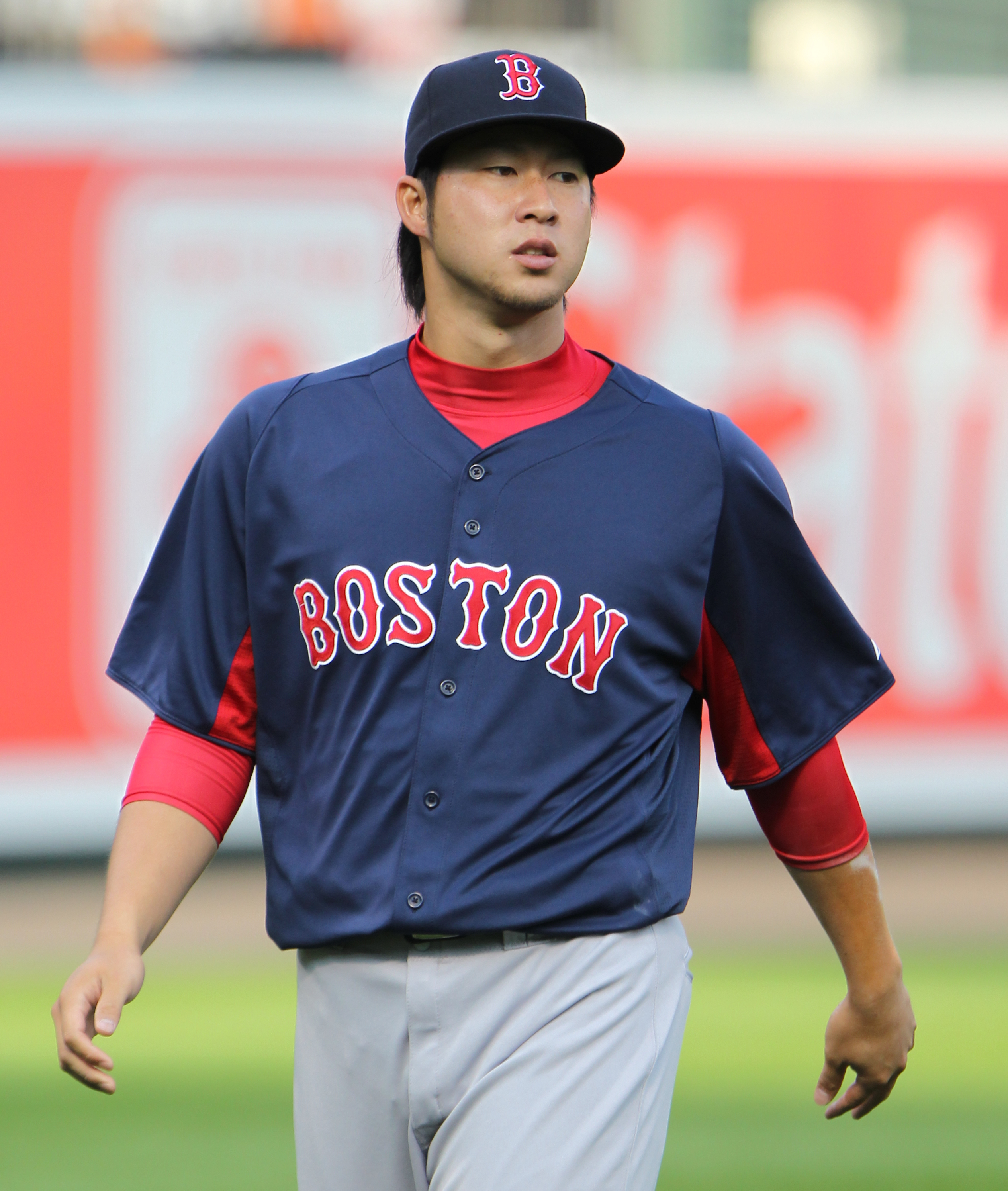
Junichi Tazawa en 2011 avec Boston.

En avril 2010, il subit une opération de type Tommy John pour réparer son épaule droite. Il revient au jeu en 2011 dans les ligues mineures pour reprendre la forme. Il n'apparaît cette année-là que dans 3 parties des Red Sox.
Il revient au jeu en 2011 et joue trois parties. En 2012, il remet une brillante moyenne de points mérités de 1,43 en 44 manches lancées lors de 37 sorties en relève pour Boston, avec 45 retraits sur des prises.
Sa moyenne fait un bond en 2013 mais se chiffre à un très respectable 3,16 en 68 manche et un tiers lancées. Il enregistre 72 retraits sur des prises en 71 sorties. Jouant pour la première fois en séries éliminatoires, Tazawa remporte la Série mondiale 2013 avec Boston. Il accorde seulement un point mérité en 7 manches et un tiers lancées au cours de ses 13 sorties en matchs d'après-saison. Il est le lanceur gagnant du 6e et dernier match de la Série de championnat de la Ligue américaine contre les Tigers de Détroit et apparaît dans 5 matchs de grande finale contre Saint-Louis, qu'il blanchit en deux manches et un tiers.
En 2014, il lance 63 manches en 71 parties pour les Red Sox et maintient une moyenne de points mérités de 2,86 avec 64 retraits sur des prises.
Il joue pour Boston jusqu'en 2016. En 2017, il rejoint les Marlins de Miami.

## Statistiques
| Saison | Équipe | G | GS | CG | SHO | V | D | SV | IP   | SO | ERA  |
| ------ | ------ | - | -- | -- | --- | - | - | -- | ---- | -- | ---- |
| 2009   | Boston | 6 | 4  | 0  | 0   | 2 | 3 | 0  | 25.1 | 13 | 7,46 |
| Totaux | Totaux | 6 | 4  | 0  | 0   | 2 | 3 | 0  | 25.1 | 13 | 7,46 |

Note : G = Matches joués ; GS = Matches comme lanceur partant ; CG = Matches complets ; SHO = Blanchissages ; 
V = Victoires ; D = Défaites ; SV = Sauvetages ; IP = Manches lancées ; SO = Retraits sur des prises ; ERA = Moyenne de points mérités.